# Lasiopogon martinorum
Lasiopogon martinorum är en tvåvingeart som beskrevs av Cole och Wilcox 1938. Lasiopogon martinorum ingår i släktet Lasiopogon och familjen rovflugor.
Artens utbredningsområde är Washington. Inga underarter finns listade i Catalogue of Life.